# Tsjecho-Slowakije op de Olympische Winterspelen 1924
Tijdens de Olympische Winterspelen van 1924 die in Chamonix, Frankrijk werden gehouden nam Tsjecho-Slowakije deel en was hiermee een van de zestien landen die aan deze eerste Olympische Winterspelen deelnamen.
De Tsjecho-Slowaakse delegatie bestaande uit 32 ingeschreven deelnemers waarvan er 27 aan de wedstrijden deelnamen in zes takken van sport wist geen medailles te winnen. De kunstschaatser Josef Sliva boekte met een vierde plaats in het mannentoernooi het beste resultaat.

## Deelnemers en resultaten

### Kunstrijden
| Olympiër    | Discipline | Resultaat | Prestatie             |
| ----------- | ---------- | --------- | --------------------- |
| Josef Sliva | mannen     | 4e        | pc. 28; 310.77 punten |

### Langlaufen
| Olympiër          | Discipline  | Resultaat | Prestatie         |
| ----------------- | ----------- | --------- | ----------------- |
| Václav Jón        | 18 km       | 23e       | 1:37.20,8         |
| František Hák     | 18 km       | 24e       | 1:39.41,6         |
| Štepán Hevák      | 18 km 50 km | 17e 12e   | 1:34.43,4 4:44.58 |
| Antonin Gottstein | 18 km 50 km | 18e 14e   | 1:34.54,0 4:45.48 |
| Josef Nemecký     | 50 km       | 17e       | 5:05.05           |
| Oldrich Kolár     | 50 km       | 19e       | 5:18.14           |

### Militaire patrouille
Josef Bim nam ook deel bij de noordse combinatie en het schansspringen.
| Olympiër                                               | Discipline        | Resultaat | Prestatie   |
| ------------------------------------------------------ | ----------------- | --------- | ----------- |
| Josef Bím Karel Buchta Bohuslav Josífek Jan Mittlöhner | mannen team 30 km | 4e        | 4:19.54 (5) |

De ingeschreven M. Pour en J. Procházka kwamen niet in actie in het onderdeel militaire patrouille.

### Noordse combinatie
Josef Bim nam ook deel bij de militaire patrouille en het schansspringen.
| Olympiër          | Discipline | Resultaat | Prestatie                                                               |
| ----------------- | ---------- | --------- | ----------------------------------------------------------------------- |
| Josef Adolf       | mannen     | 6e        | 13.720 punten 18 km: 14.625 (1:25,99); schans: 12.916 (32,50 + 34,50 m) |
| Walter Buchberger | mannen     | 7e        | 13.625 punten 18 km: 11.000 (1:32,32); schans: 16.250 (40,50 + 39,50 m) |
| Josef Bim         | mannen     | 13e       | 12.083 18 km: 10.750 (1:33,08); schans: 13.416 (33,00 + 36,00 m)        |
| Otakar Nemecký    | mannen     | dnf       | niet gefinisht, opgave in 18 km koers                                   |

### Schansspringen
Josef Bim nam ook deel bij de militaire patrouille en de noordse combinatie.
| Olympiër        | Discipline | Resultaat | Prestatie                             |
| --------------- | ---------- | --------- | ------------------------------------- |
| Franz Wende     | mannen     | 10e       | 16.48 punten (sprongen 40,5 + 44,0 m) |
| Karel Koldovský | mannen     | 20e       | 12.50 punten (sprongen 33,5 + 39,0 m) |
| Josef Bim       | mannen     | 26e       | 2.33 punten (2x val)                  |

De ingeschreven M. Prokopec nam niet deel aan de wedstrijden.

### IJshockey
Vier spelers, Vilém Loos, Jan Palouš, Josef „Boban“ Šroubek en Otakar Vindyš, namen ook deel aan het Olympisch ijshockeytoernooi op de Olympische Zomerspelen 1920 in Antwerpen waar Tsjecho-Slowakije de bronzen medaille veroverde.
| Olympiër | Discipline | Resultaat | Prestatie                                           |
| --- | ---------- | --------- | --------------------------------------------------- |
| Mila Fleischmann Jaroslav Jirkovský Jan Krásl Vilém Loos Josef Maleček Jan Palouš Jan Pušbauer Jaroslav Rezáč Josef "Boban" Šroubek Jaroslav Stránský Otakar Vindyš | mannen     | 5e        | groep A: 3e 0-30 Canada 3-9 Zweden 11-2 Zwitserland |

Reservespelers L. Hofta en J. Pusbauer namen niet deel aan de wedstrijden.
België · Canada · Finland · Frankrijk · Groot-Brittannië · Hongarije · Italië · Joegoslavië · Letland · Noorwegen · Oostenrijk · Polen · Tsjecho-Slowakije · Verenigde Staten · Zweden · Zwitserland